# Morten Dürr
Morten Dürr   (Copenhaguen, 23 de gener de 1968) és un autor danès que ha publicat 59 llibres (tant còmics com novel·les) i ha estat traduït a 21 idiomes. Va estudiar a la Universitat de Copenhaguen i actualment resideix a la mateixa ciutat amb les seves dues filles.
El llibre que l'ha fet més conegut és la novel·la gràfica Zenobia (2016), il·lustrada per Lars Horneman, que conta la història d'una nena siriana que perd els pares quan s'embarquen en una nau que els durà lluny del país, i que es veu obligada a fer el mateix en veure que la situació no millora i ells no tornen. Ha fet aflorar força emocions arreu del món.